# Sikke Wolters
Sikke Dirks Wolters (Akkerwoude, 30 januari 1908 – Heerenveen, 27 juni 1944) was een Nederlandse politieman. Hij werd tijdens de Tweede Wereldoorlog door het Friese verzet geliquideerd vanwege zijn hulp aan de Duitsers.

## Levensloop
Wolters werd geboren te Akkerwoude, zoon van arbeider Dirk Wolters en Ynske Monsma. Wolters groeide op in een gezin van 9 kinderen. In 1929 was Sikke lid geworden van de Koninklijke Marechaussee en was in functie geweest te Leeuwarden en Drachten. Van 1934 t/m 1940 was hij politieagent te Workum. Wolters trouwde aldaar in 1934 met Hiske Roskam. Samen kregen zij vier kinderen, van wie de jongste in zijn geboortejaar overleed. Begin 1940 werd hij gepasseerd bij de benoeming tot hoofdagent van de politie te Workum. Dit zette kwaad bloed bij hem en nam wraak door op 27 juni 1940 lid te worden van de NSB, groep Zevenwolden met stamboeknummer 102756. Sikke ging nauw samenwerken met de bezetter en vooral met de SD. Daarop werd hij in 1941 overgeplaatst naar Kollum, waar hij lid werd van de SS. In 1941 ging hij een burgemeesterscursus volgen en vanuit Kollum werd hij vervolgens benoemd tot eerste politieluitenant te Heerenveen en vormingsleider van de Marechaussee in Friesland.  Hij werkte daar nauw samen met de Landwacht. Dat was niet vanzelfsprekend, omdat de politie in veel plaatsen niets moest hebben van het eigengereide optreden van de Landwacht.
Dankzij zijn ijverige inzet als politieluitenant werden er steeds meer mensen verzetsmensen opgepakt in het zuiden van Friesland. Op 23 augustus 1943 arresteerde hij leerling bouwkunde Roelof IJbema te Workum. Nadat hij er zo te kijk was gezet 3 jaar eerder, had Sikke nu zelf het hoogste woord op het politiebureau in Workum. Roelof IJbema werd als dwangarbeider naar Letland en later de Oeral gestuurd, maar zou de oorlog overleven.  Later in het jaar arresteerde hij samen met zijn rechterhand Harm Sibma in december 1943 een Joodse vrouw en haar dochter in Donkerbroek. Daarvoor deed hij zichzelf voor als Joodse onderduiker. Eerder dat jaar, in september, was hij bijvoorbeeld verantwoordelijk voor de arrestaties van verzetsman Douwe de Boer. Deze was hij op het spoor gekomen via de "foute" postbode Leeuwke Bollema, die een brief had onderschept met belastende informatie. De Boer overleed uiteindelijk in Kamp Vught.
Van zijn familie is bekend dat ze het allesbehalve eens waren met zijn werkzaamheden. Zo weigerde zijn vrouw Hiske het verzoek van Sikke om de foto van Koningin Wilhelmina te vervangen voor die van Adolf Hitler. Moeder Ynske heeft haar zoon gesmeekt te stoppen met zijn pro-Duitse werk, waarop hij antwoordde dat het daarvoor al te laat was en bang was dat zijn gezin zou worden opgepakt door de Duitsers.
Als politieman was Wolters erg doortastend. Hij deed zich regelmatig voor als zwarthandelaar. Nadat de koop gesloten was legitimeerde hij zich als politieman en arresteerde de koper. Wolters kwam veel verzetsmensen, geallieerde vliegers en onderduikers op het spoor en vormde zo een serieuze bedreiging voor de ondergrondse. Daardoor gingen er steeds meer stemmen op om hem te doden. Het was geen vanzelfsprekendheid dat elke verrader zomaar uit de weg werd geruimd, omdat de Duitsers vaak vergeldingsmaatregelen namen en daarbij veel – al dan niet willekeurige – slachtoffers maakten.
Het plan om Wolters te liquideren werd binnen het verzet eerst voorgelegd aan een zogeheten veemgericht, bestaande uit drie "rechters". Zij gaven toestemming om hem te doden. Het verzet ging daar niet direct toe over. Wolters kreeg eerst nog een brief waarin het doodvonnis aan hem werd medegedeeld. Het zou ook voltrokken worden, tenzij hij afzag van zijn jacht op mensen. Hij ging echter op dezelfde voet verder, waardoor besloten werd hem uit de weg te ruimen. Met één enkele kogel werd hij gedood in de fietsenstalling van het treinstation van Heerenveen. Het vonnis werd voltrokken door de verzetsman Gerard Haagen. Het pistool waarmee dat gebeurde werd in 1980 geschonken aan het Verzetsmuseum in Leeuwarden, maar verdween een jaar later na een inbraak.
Als represaille werd de veehouder Albert Marten Rinkema uit Rottum een paar dagen later thuis doodgeschoten.